# Etlingera amomoides
Etlingera amomoides là một loài thực vật có hoa trong họ Gừng. Loài này được A.D.Poulsen & Mood mô tả khoa học đầu tiên năm 2006.